# 70-я пехотная дивизия (США)
70-я пехотная дивизия (англ. 70th Infantry Division) — дивизия Армии США. Прозвище — «Дивизия Первопроходец» (Trailblazer Division).

## Вторая мировая война
Сформирована 15 июня 1943 года. Состав: 274, 275, 276-й пехотные полки; 724-й (сред.), 879, 880, 881-й (лег.) полевые артиллерийские батальоны.
Кампании: Северо-Западная Европа (декабрь 1944 — май 1945 гг.; 3-я и 7-я армия). В декабре 1944 года прибыла в Марсель. Пехотные полки дивизии в составе оперативной группы «Херрен» (названа по фамилии помощника командира дивизии бригадного генерала Томаса Уэйда Херрена) приняли боевое крещение в январе 1945 года, отражая последнее немецкое наступление на Западе. За отличие в боях по освобождению селения Винжен от частей 6-й горнопехотной дивизии СС (5-7 января 1945 г.) 2-й батальон 274-го пехотного полка был удостоен президентского упоминания подразделения.
Дивизия расформирована в октябре 1945 года. Воссоздана в 1952 году как учебное подразделение, в 1959 году расформирована.

## Командиры
- генерал-майор Джон Далквист (июнь 1943 — июль 1944 гг.)
- генерал-майор Эллисон Дж. Барнетт (июль 1944 — июль 1945 гг.)
- бригадный генерал Томас У. Херрен (июль 1945 — октябрь 1945 гг.)